# غوري (أوكلاهوما)
غوري (بالإنجليزية: Gore, Oklahoma)‏ هي بلدة أمريكية تقع في الولايات المتحدة في مقاطعة سيكوياه، أوكلاهوما. يقدر عدد سكانها بـ 977 نسمة ومساحتها 5.9 كم2 و وترتفع عن سطح البحر 151 متر.

## التركيبة السكانية
حدّد مكتب تعداد الولايات المتحدة بيانات التركيبة السكانية لغوري في تعداد الولايات المتحدة. في ما يلي، التركيبة السكانية حسب تعدادي 2000 و2010.

### تعداد عام 2000
بلغ عدد سكان غوري 850 نسمة بحسب تعداد عام 2000، وبلغ عدد الأسر 368 أسرة وعدد العائلات 258 عائلة مقيمة في البلدة. في حين سجلت الكثافة السكانية 142.9 نسمة لكل كيلومتر مربع (370.1/ميل2). وبلغ عدد الوحدات السكنية 416 وحدة بمتوسط كثافة قدره 69.9 لكل كيلومتر مربع (181.0/ميل2).
وتوزع التركيب العرقي للبلدة بنسبة 68.59% من البيض و0.12% من الأمريكيين الأفارقة و24.71% من الأمريكيين الأصليين و0.12% من الأعراق الأخرى و6.47% من عرقين مختلطين أو أكثر و0.82% من الهسبانيون أو اللاتينيون من أي عرق.
بلغ عدد الأسر 368 أسرة كانت نسبة 30.7% منها لديها أطفال تحت سن الثامنة عشر تعيش معهم، وبلغت نسبة الأزواج القاطنين مع بعضهم البعض 56% من أصل المجموع الكلي للأسر، ونسبة 12% من الأسر كان لديها معيلات من الإناث دون وجود شريك،  بينما كانت نسبة 2.2% من الأسر لديها معيلون من الذكور دون وجود شريكة وكانت نسبة 29.9% من غير العائلات. تألفت نسبة 26.9% من أصل جميع الأسر من عدة أفراد يعيشون في نفس المنزل ونسبة 12% كانت تتألف من شخص يعيش بمفرده يبلغ من العمر 65 عاماً أو أكثر. وبلغ متوسط حجم الأسرة المعيشية 2.31، أما متوسط حجم العائلات فبلغ 2.78.
بلغ العمر الوسطي للسكان 41.8 عاماً. وكانت نسبة 23.9% من القاطنين تحت سن الثامنة عشر، وكانت نسبة 8.8% بين الثامنة عشر والرابعة والعشرين عاماً، ونسبة 21.9% كانت واقعةً في الفئة العمرية ما بين الخامسة والعشرين والرابعة والأربعين عاماً، ونسبة 26.9% كانت ما بين الخامسة والأربعين والرابعة والستين، ونسبة 18.5% كانت ضمن فئة الخامسة والستين عاماً فما فوق. يوجد لكل 100 أنثى 89.3 ذكر، ويوجد لكل 100 أنثى في الثامنة عشر من عمرها فما فوق 81.7 ذكر.
بلغ متوسط دخل الأسرة في البلدة 27,266 دولارًا، أما متوسط دخل العائلة فبلغ 37,000 دولارًا. وكان متوسط دخل الذكور 28,125 دولارًا مقابل 27,188 دولارًا للإناث. وسجل دخل الفرد الخاص بالبلدة 16,059 دولارًا. وكانت نسبة 15.2% من العائلات ونسبة 16.6% من السكان تحت خط الفقر، وكان من هؤلاء نسبة 18.2% تحت سن الثامنة عشر ونسبة 21.1% في الخامسة والستين من العمر وما فوق.

### تعداد عام 2010
بلغ عدد سكان غوري 977 نسمة بحسب تعداد عام 2010، وبلغ عدد الأسر 393 أسرة وعدد العائلات 266 عائلة مقيمة في البلدة. في حين سجلت الكثافة السكانية 164.2 نسمة لكل كيلومتر مربع (425.3/ميل2). وبلغ عدد الوحدات السكنية 460 وحدة بمتوسط كثافة قدره 77.3 لكل كيلومتر مربع (200.2/ميل2).
وتوزع التركيب العرقي للبلدة بنسبة 66.94% من البيض و23.03% من الأمريكيين الأصليين و0.72% من الأمريكيين ذوي الأصول الآسيوية و0.41% من الأعراق الأخرى و8.90% من عرقين مختلطين أو أكثر و1.54% من الهسبانيون أو اللاتينيون من أي عرق.
بلغ عدد الأسر 393 أسرة كانت نسبة 29% منها لديها أطفال تحت سن الثامنة عشر تعيش معهم، وبلغت نسبة الأزواج القاطنين مع بعضهم البعض 52.4% من أصل المجموع الكلي للأسر، ونسبة 10.4% من الأسر كان لديها معيلات من الإناث دون وجود شريك،  بينما كانت نسبة 4.8% من الأسر لديها معيلون من الذكور دون وجود شريكة وكانت نسبة 32.3% من غير العائلات. تألفت نسبة 27.7% من أصل جميع الأسر من عدة أفراد يعيشون في نفس المنزل ونسبة 13% كانت تتألف من شخص يعيش بمفرده يبلغ من العمر 65 عاماً أو أكثر. وبلغ متوسط حجم الأسرة المعيشية 2.34، أما متوسط حجم العائلات فبلغ 2.85.
بلغ العمر الوسطي للسكان 44.6 عاماً. وكانت نسبة 20.2% من القاطنين تحت سن الثامنة عشر، وكانت نسبة 9.5% بين الثامنة عشر والرابعة والعشرين عاماً، ونسبة 20.8% كانت واقعةً في الفئة العمرية ما بين الخامسة والعشرين والرابعة والأربعين عاماً، ونسبة 27.3% كانت ما بين الخامسة والأربعين والرابعة والستين، ونسبة 22.2% كانت ضمن فئة الخامسة والستين عاماً فما فوق. وتوزع التركيب الجنسي للسكان بنسبة 47.1% ذكور و52.9% إناث.